# Stayman
Stayman är ett konventionellt budsystem i kortspelet bridge.
Staymanbudet två klöver är ett svarsbud på öppningsbudet 1 NT, och huvudsyftet är att försöka hitta en gemensam högfärg (hjärter eller spader).
När det åter är öppningshandens tur att bjuda efter parterns Stayman har han fyra alternativ:
- 2 ruter - Färre än fyra hjärter och färre än fyra spader
- 2 hjärter - Fyra eller fem hjärter
- 2 spader - Fyra eller fem spader, och färre än fyra hjärter
- 2 NT - Minst fyra i både hjärter och spader